# 郊师
郊师（？—？），妫姓，田氏，名郊师，战国时期田齐第一位王齐威王的儿子，齐宣王的兄弟。

## 母
郊师的母亲是齐威王的姬妾卫姬。

## 生平
在齐宣王为太子时，齐貌辨曾经建议靖郭君田婴，太子的相貌不仁，不如废黜他，立卫姬生的郊师为王储。靖郭君没有同意。
最後因以意圖謀反之刑而被齊宣王判處死刑，死後屍體被安置於燕國荒山。

## 現代題材
以郊师作为主角的电视剧：
- 《東西宮略》- 香港TVB2012年作品，由黃智賢飾演
- 《孙子兵法与三十六计》- 山东电视台2000年作品，由李亮飾演